# С-70 «Охотник»
С-70 «Охотник» (укр. Мисливець, англ. Hunter), також відомий як «Хантер-Б» — російський безпілотний літальний апарат (БпЛА) технології Стелс, який розробляється компанією Сухой та російською авіабудівною корпорацією «МіГ» як проєкт літака шостого покоління. Безпілотник створено на базі попереднього проєкту БПЛА «Скат», також розробленому МіГ і включає в себе деякі технології російського винищувача Су-57.
Су-57 може керувати цим безпілотником.

## Історія
С-70 «Охотник» розробляється, принаймні, з 2011 року, коли Міністерство оборони Росії вибрало компанію Сухой керувати програмою розроблення нового важкого безпілотного розвідувального та ударного безпілотника.. Новий БПЛА розробляється спільно компанією Сухой та російською авіабудівною корпорацією «МіГ» на основі даних попередньої програми проєкту БПЛА «Скат». Роботи виконує Новосибірське авіаційне виробниче об'єднання (НАПО), що входить до складу компанії «Сухой». У документах дрон характеризується як «безпілотний літальний апарат шостого покоління».
Перший макет, призначений для наземних випробувань, був створений у 2014 році. Прототип безпілотника вперше був представлений у липні 2017 року, демонструючи конфігурацію літаючого крила. 
У листопаді 2018 року з дроном провели першу серію тестів на маневрування, набір швидкості та зупинку в повністю автономному режимі на злітно-посадковій смузі заводу НАПО. Під час цих випробувань він досяг максимальної швидкості 200 км/год.
18 січня 2019 року стало відомо, що третій дослідний зразок Су-57 (борт № 053) був помічений під час використання як летюча лабораторія для відпрацювання низки систем за проєктом «Охотник», зокрема тестувалися авіоніка,  зв'язок, групове застосування безпілотного апарата. 24 січня 2019 року перший літаючий прототип безпілотника був представлений на заводі НАПО. За словами російських офіційних осіб, Су-57 використовується як літаюча лабораторія для тестування систем авіоніки «Охотника».
Наприкінці травня 2019 року із С-70 «Охотник» було проведено серію льотних випробувань, під час яких дрон пролетів  кілька метрів над злітно-посадковою смугою заводу НАПО.
3 серпня 2019 року С-70 здійснив свій перший політ. Дрон літав близько 20 хвилин на висоті 600 метрів над державним льотно-випробувальним центром імені Чкалова в Ахтубінську і зробив кілька кіл навколо аеродрому. 7 серпня Міноборони Росії оприлюднило відео першого польоту.
27 вересня 2019 року Міноборони Росії оприлюднило відео про перший політ С-70 «Охотник» разом із Су-57. Повідомляється, що БПЛА працював автономно та літав більш як 30 хвилин, взаємодіючи з Су-57, щоб перевірити випробування розширення радіуса радіолокації та дальності винищувача для використання далекобійної зброї повітряного базування за межами досягнення ППО противника.
12 лютого 2021 року джерело у ВПК повідомило, що на Новосибірському авіаційному заводі імені Чкалова будуються три додаткові прототипи. Друга модель є модифікованою копією 1-го прототипу, тоді як 3-й і 4-й прототипи будуть ідентичні серійному випуску. Удосконалення стосуватимуться систем бортового радіоелектронного обладнання та елементів конструкції літального апарата. Три додаткові прототипи мали бути готові до льотних випробувань у 2022 і 2023 роках. Джерело в ВПК також повідомило, що серійні Hunter отримають стандартні плоскі сопла для додаткового зниження їх теплової й радіолокаційної помітності.
28 лютого 2021 року повідомлялося, що С-70 «Охотник» буде використовуватися на борту майбутніх десантних кораблів проєкту 23900 «Іван Рогов», здатних нести 4 безпілотники С-70, для виконання розвідувально-ударних завдань.
Другий прототип був випущений у грудні 2021 року з новим пласким соплом.
Повідомляється, що на С-70 «Охотник» випробували некеровану зброю, як, наприклад, бомби вільного падіння, у 2021 році та провели випробування високоточної зброї у 2022 році.
У серпні 2023 року було повідомлено, що державні випробування «Охотника» завершаться до кінця 2023 року, і очікувалося, що дрон надійде у серійне виробництво у 2024 році. У січні 2024 року віце-губернатор Новосибірської області заявив, що серійне виробництво С-70 розпочнеться у другій половині 2024 року.

## Будова
Конструкція С-70 «Охотник» базується на схемі «літаючого крила» і включає використання композитних матеріалів та стелс-покриття, що робить дрон малопомітним під час польоту.
Його вага становить близько 20 тонн, а розмах крил близько 20 метрів. Безпілотник оснащується або одним ТРД АЛ-31Ф, який використовується також на винищувачі Су-27, або вдосконаленою похідною АЛ-41Ф, встановленою на винищувачах Су-35С і прототипах Су-57, як було продемонстровано на макеті під час Міжнародного авіаційно-космічного салону МАКС у 2019 році.
Повідомляється, що максимальна швидкість дрона становить 1000 км/год під час перевезення корисного вантажу всередині.
Цілком ймовірно, що С-70 «Охотник» створювався як Loyal Wingman (дослівно — «Вірний ведений»), яким керує Су-57. Літак візуально має деяку схожість з RQ-170. Є припущення, що російські інженери могли мати доступ до такого, який був захоплений іранцями, але подібний проєкт літаючого крила БПЛА «Скат» розроблявся з 2005 року, а С-70 «Охотник» є подальшою розробкою Сухого колишнього проєкту корпорації МіГ.

### Відсутність стелс-технологій
Хоч модель С-70, представлена на Міжнародному авіаційно-космічному салоні МАКС 2019 і позиціонується виробником як малопомітний БпЛА та має елементи конструкції з низькою радіолокаційною помітністю, але вихлопне сопло першого прототипу є звичайним і не забезпечує зниження інфрачервоного сліду або ефективної площі розсіювання на радарах.

## Тактико-технічні характеристики
Джерела даних: Ainonline

### Технічні характеристики
- Екіпаж: безпілотний
- Розмах крила: 20 м
- Маса спорядженого: 10 000 — 20 000 кг[34] (не підтверджено)
- Максимальна злітна маса: 25 000 кг
- Силова установка: 1 × АЛ-41Ф М1, без форсажу та КВТ

### Льотні характеристики
- Максимально допустима швидкість: 1060 км / год
- Перегінний радіус: 6 000 км
- Бойовий радіус: 3 000 км

### Озброєння
- 2 внутрішні відсіки для озброєння до 2 000 кг керованих і некерованих боєприпасів

## Бойове застосування

### Російсько-українська війна
5 жовтня 2024 за повідомленням ЗМІ один такий БпЛА (імовірно, четвертий дослідний прототип) був уражений ракетою «повітря — повітря» російським винищувачем в небі Донецької області, за 15-20 км від лінії фронту. Уламки знищеного БпЛА впали неподалік Костянтинівки.
За однією з версій, було втрачене керування літальним апаратом і аби запобігти потраплянню в руки української розвідки російські військові були вимушені знищити його в повітрі.
Серед уламків збитого БпЛА були знайдені рештки бомби-планера УМПБ Д-30.